# Edmund J. Davis
Edmund Jackson Davis, född 2 oktober 1827 i St. Augustine, Floridaterritoriet, död 7 februari 1883 i Austin, Texas, var en amerikansk republikansk politiker och militär. Han tjänstgjorde som brigadgeneral i nordstatsarmén i amerikanska inbördeskriget. Han var den 14:e guvernören i Texas 1870–1874.
Davis flyttade 1848 till Texas och inledde 1849 sin karriär som advokat i Corpus Christi. Mellan 1856 och 1861 arbetade han som domare men avskedades i början av amerikanska inbördeskriget efter att han hade vägrat att svära trohet åt Amerikas konfedererade stater. År 1862 flydde han Texas och USA:s president Abraham Lincoln gav honom i uppdrag att rekrytera trupper från Texas att kämpa på nordstaternas sida. Den 4 november 1864 befordrades Davis till brigadgeneral i nordstaternas armé.
Efter kriget var Davis en av de ledande radikala republikanerna i Texas och stödde fulla medborgerliga rättigheter åt de frigivna slavarna. I guvernörsvalet 1869 vann han mot Andrew Jackson Hamilton och tillträdde guvernörsämbetet den 8 januari 1870. Ämbetet hade varit vakant sedan Elisha M. Peases avgång den 30 september 1869. Davis besegrades av Richard Coke i 1873 års omtvistade guvernörsval. Han vägrade att godkänna valresultatet och stannade kvar i sin byrå då ämbetstiden löpte ut. President Ulysses S. Grant vägrade att skicka trupper till Davis undsättning och han blev tvungen att överlåta ämbetet åt demokraten Coke.